# Доц
Доц (мађ. Dóc) је село у Мађарској, јужном делу државе. Село управо припада Сегединском срезу Чонградско-чанадске жупаније, са седиштем у Сегедину.

## Природне одлике
Насеље Доц налази у јужном делу Мађарске, близу Сегедина.
Подручје око насеља је равничарско (Панонска низија), приближне надморске висине око 80 m. Источно од насеља протиче Тиса.

## Становништво
Према подацима из 2013. године Доц је имао 731 становника. Последњих година број становника опада.
Претежно становништво у насељу су Мађари (98%) римокатоличке вероисповести. Остало су махом Цигани.